# ديك كريلي
ديك كريلي (بالإنجليزية: Dick Crealy)‏ مواليد 18 سبتمبر 1944 في سيدني، هو لاعب كرة مضرب أسترالي سابق بدأ مسيرته كمحترف سنة 1969 وكان يلعب باليد اليمنى، اعتزل اللعب في 1981. كما أنه أحد أبطال الجراند سلام. أعلى تصنيف له في الفردي كان المركز الـ 21 في سنة 1970.

## بطولات حققها
- دورة رولان غاروس الدولية

## النهائيات

### الفردي

#### الوصافة (1)
| السنة | الدورة                 | المنافس | النتيجة       |
| 1970  | أستراليا المفتوحة 1970 | أرثر أش | 4–6, 7–9, 2–6 |

### الزوجي

#### اللقب (2)
| السنة | الدورة                   | الشريك     | المنافس                  | النتيجة                 |
| 1968  | البطولة الأسترالية       | ألان ستون  | تيري أديسون راي كلدي     | 10–8, 6–4, 6–3          |
| 1974  | دورة فرنسا المفتوحة 1974 | أوني بارون | بوب لوتز (تنس) ستان سميث | 6–3, 6–2, 3–6, 5–7, 6–1 |

### الزوجي المختلط

#### اللقب (1)
| السنة | الدورة             | الشريك        | المنافس                     | النتيجة    |
| 1968  | البطولة الأسترالية | بيلي جين كينغ | مارغريت سميث كورت ألان ستون | انتصار سهل |

## روابط خارجية
- ديك كريلي على موقع رابطة محترفي التنس (الإنجليزية)
- ديك كريلي على موقع الاتحاد الدولي لكرة المضرب (الإنجليزية)
- ديك كريلي على موقع كأس ديفيز (الإنجليزية)
- ديك كريلي على موقع اتحاد التنس الأسترالي (الإنجليزية)
- ديك كريلي على موقع خلاصة التنس.كوم (الإنجليزية)